# Nagendra Singh
Nagendra Singh (Dungarpur, 18 maart 1914 - Den Haag, 11 december 1988) was een Indiaas rechtsgeleerde. Hij was van 1973 tot 1988 rechter bij het Internationaal Gerechtshof, waaraan hij ook diende als vicepresident en president.

## Levensloop
Singh was de derde zoon van de maharadja van Dungarpur. Hij studeerde aan het Mayo College in Ajmer, aan de Dr. Bhim Rao Ambedkar-universiteit in Agra en uiteindelijk aan de Universiteit van Cambridge in Engeland waar hij zijn studie met een doctoraat afsloot.
Vanaf 1938 werkte hij in overheidsdienst, onder meer in een leidinggevende functie bij de ministeries van defensie, transport, en informatie en omroep. In 1972 gaf hij leiding aan de Indiase verkiezingencommissie. In 1974 werd hij benoemd tot fellow aan het St John's College van de Universiteit van Cambridge. Sinds 1963 was hij opgenomen in het Institut de Droit International en in 1973 werd hij onderscheiden met een Padma Vibhushan, de op een na hoogste onderscheiding van India.
In 1973 werd hij rechter van het Internationale Gerechtshof waarvoor hij eerder al eens had gediend als ad-hocrechter. Van 1976 tot 1979 was hij daarnaast vicepresident van het Hof. In 1985 werd hij lid van het Internationaal Instituut voor Humanitair Recht in San Remo en werd hij benoemd tot erelid van de American Society of International Law. Hetzelfde jaar werd hij tot 1988 president van het Hof. In dat jaar overleed hij aan de gevolgen van een hartaanval.
Verder was hij medeoprichter van het Indiase Genootschap voor Internationaal Recht en voor dit genootschap vanaf 1959 vicepresident en vanaf 1974 president. Hij had een brede juridische belangstelling die reikte van zeerecht en internationaal milieurecht tot militaire ontwapening en wapencontrole.

## Werk (selectie)
- 1958, 1988 (uitgebreide druk): Termination of Membership of International Organizations, Londen
- 1959: Nuclear Weapons and International Law, Londen
- 1964: Defence Mechanism of the Modern State, Bombay
- 1983: International Maritime Law Conventions, Londen
- 1986: Enforcement of Human Rights in Peace & War and the Future of Humanity, Calcutta en Dordrecht